# Klemientjewo (rejon suzdalski)
Klemientjewo (ros. Клементьево) – wieś (sieło) w Rosji, w obwodzie włodzimierskim, w rejonie suzdalskim. W 2021 liczyła 474 mieszkańców.